# Austria en los Juegos Olímpicos de Londres 2012
Austria estuvo representada en los Juegos Olímpicos de Londres 2012 por un total de 70 deportistas. Responsable del equipo olímpico fue el Comité Olímpico Austríaco, así como las federaciones deportivas nacionales de cada deporte con participación.
El portador de la bandera en la ceremonia de apertura fue el nadador Markus Rogan. El equipo olímpico de Austria no obtuvo ninguna medalla en estos Juegos.